# Starlight (Starset-dal)
A Starlight a Starset amerikai rockegyüttes dala Vessels című második stúdióalbumáról, ami 2017. január 10-én jelent meg.
2018. augusztus 31-én az együttes kiadta a dal akusztikus verzióját, Starlight (Acoustic Version) címen, a harmadik kislemezként a Vessels 2.0 című albumról, a Bringing It Down (Version 2.0) és a Die for You (Acoustic Version) után.

## Közreműködők
A Genius adatai alapján.
- Dustin Bates – éneklés, dalszerző, programozás
- Daniel Ticotin – dalszerző
- Rob Graves – producer, basszusgitár, programozás, felvételi hangmérnök
- Joe Rickard – dobok, hangszerkesztés
- Elizabeth Lamb – brácsa
- David Davidson – hegedű
- David Angell – hegedű
- Anthony LaMarchina – cselló
- Igor Horosev – vonós hangszerelés, programozás
- Alex Niceforo – programozás
- Josh Baker – programozás
- Paul Trust – programozás
- Paul DeCarli – hangszerkesztés
- Mike Plotnikoff – felvételi hangmérnök
- Justin Spotswood – felvételi hangmérnök
- Bobby Shin – felvételi hangmérnök
- Ben Grosse – keverő hangmérnök
- Bob Ludwig – maszterelő hangmérnök